# السلامة في المسطحات المائية
السلامة في المسطحات المائية (Open Water Wisdom) برنامج مجتمعي للتوعية بأهمية اعتبارات السلامة في الأنشطة المائية قادته الجمعية الملكية للمنقذين في كندا (Royal Life Saving Society of Canada) والصليب الأحمر الكندي. ويسعى البرنامج لنشر الوعي باعتبارات السلامة في الأنشطة الترفيهية المائية في جميع أنحاء كندا وخاصة في المجتمعات النائية.

## معلومات تاريخية
الأطفال والشباب هم الأكثر عرضة لإصابات المياه والغرق، وخاصةً في قرى سكان كندا الأصليين الريفية النائية في شمال كندا والمجتمعات الساحلية. ومن أسباب ذلك إطلال العديد من المجتمعات الكندية على المسطحات المائية التي تظل مياهها باردة في معظم أوقات العام. كما توجد مؤشرات على أنه في بعض أنحاء البلاد تسهم بعض العوامل الثقافية في ارتفاع معدلات الغرق.
وفي 2011، قدمت هيئة الصحة العامة في كندا (Public Health Agency of Canada) تمويلاً لجمعية المنقذين الكندية والصليب الأحمر الكندي دعمًا لمبادرة السلامة في المسطحات المائية. وفي 2012، أطلقت الحملة عدة إعلانات توعية جماهيرية في الإذاعة الوطنية تقدم إرشادات للسلامة في المسطحات المائية أثناء أشهر الصيف.

## الأنشطة
استهدفت الحملة أكثر من 250 مجتمعًا في جميع أنحاء البلاد، مع التركيز خاصةً على الفئة التي لم تتجاوز 19 عامًا. وتقوم أنشطة المبادرة على تقديم سترات نجاة ومستلزمات التدريب على السلامة في المياه الباردة لأبطال المجتمع المحلي، ليتولى هؤلاء تدريب مجتمعاتهم على السلامة في المسطحات المائية باستخدام المواد والموارد المقدمة إلى المجتمعات المشاركة. وتتمثل الأهداف الرسمية للحملة في:
- تقليل الحوادث ذات الصلة بالمياه ومعدلات الغرق وزيادة استخدام الأطفال والشباب لسترة النجاة
- زيادة وعي الجمهور بالمخاطر والإجراءات اللازمة لمنع حالات الإصابات والوفاة نتيجة الغرق
- التأثير في الأطفال والشباب، والعائلات والمجتمعات لاتباع السلوكيات والأساليب التي تزيد من سلامتهم عند وجودهم في المسطحات المائية أو حولها للمشاركة في الأنشطة الترفيهية، والرياضية والألعاب
- إشراك المجتمعات وبناء القدرات للعمل على استمرار توفير المواد التعليمية وسترات النجاة وتسهيل استخدامها
- توفير الموارد اللازمة للأطفال والشباب، والعائلات، والمجتمعات والمتخصصين لمنع حالات الإصابات والغرق.[9]